# Церковь Иоанна Богослова (Верхний Митякин)
Церковь Иоанна Богослова (Богословская церковь, Иоаннобогословская церковь) — православный храм в хуторе Верхний Митякин Тарасовского района Ростовской области. Относится к Миллеровскому благочинию Шахтинской епархии Русской православной церкви.

## История
Церковь была построена в 1886 году по проекту донского архитектора Петра Студеникина для хутора Верхний Митякин и близлежащих хуторов. Была деревянной и обшита тёсом. Основоное здание представляло собой четверик под двускатной кровлей с главкой, алтарём и трапезной.
В советское время, в 1930-е годы, храм был закрыт, в нём располагались клуб, затем столовая и общежитие. Службы продолжились в Великую Отечественную войну, но в 1960-е годы церковь была разгромлена. Службы продолжались ещё несколько лет в притворе и на паперти.
После распада СССР, в 1990-х годах церковь была возвращена верующим. При поддержке районной и хуторской администраций, а также местного хозяйства «Русь» и на средства жителей хутора, был укреплён фундамент, заменены сгнившие доски и кровля, установлены новые купола. Храм был оштукатурен и покрашен, обновлен внутри.
Отреставрированный храм был освящён 22 июня 2010 года архиепископом Ростовским и Новочеркасским Пантелеимоном.
Настоятель храма с 2004 года — протоиерей Сергий Явиц.